# Làrnaca
Làrnaca (en grec: Λάρνακα) és una ciutat a la costa sud de Xipre, capital del districte de Làrnaca. Té una població de 72.000 habitants i és una destinació turística important, a més de tenir l'aeroport més important amb el segon port comercial del país. Naturals de la ciutat foren els filòsofs Zenó i Perseu, i els metges Apol·lodor i Apol·loni.

## Història

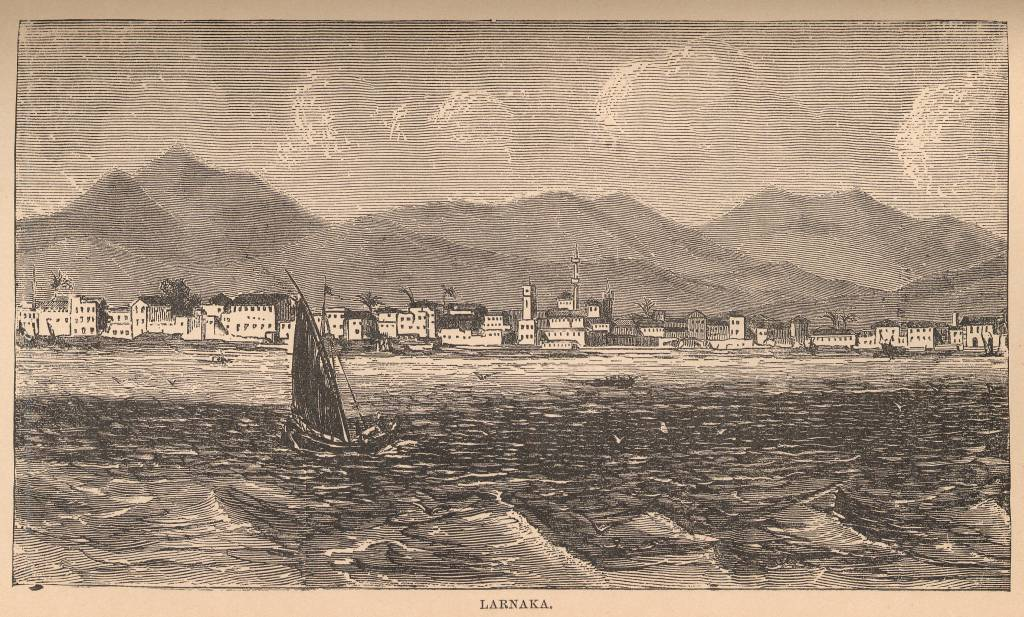
Làrnaca el 1878

Làrnaca va ser fundada per grecs en època micènica, cap al segle xiv aC, i era coneguda com a Cícion o Cítion (grec antic: Κίτιον, llatí: Citium). Els fenicis l'anomenaven Kitiya (𐤊𐤕𐤉), i també apareix a la Bíblia com a Kittim (hebreu: כתים‎, nom aplicat també a l'illa sencera). Els governants fenicis de Cícion varen estendre gradualment la seva influència, tant política com cultural, enfront d'altres ciutats com Amatunt, Golgos, Tamassos i Lapatos.
Segons la Taula de Peutinger s'anomenava Cito i estava situada a 24.000 passes a l'est d'Amatunt. Diodor de Sicília diu que es trobava a 200 estadis de Salamina, però en realitat es troba més lluny. Estrabó explica que hi havia una gran fortalesa que defensava el port i la ciutat. Plini el Vell parla dels llacs salats que hi havia vora la ciutat.
Els perses la van annexar al seu imperi. El 450 aC la va ocupar el general d'Atenes Cimó II, que va agafar allí mateix una malaltia i va morir a la seva nau ancorada al port. Hi va morir defensant la ciutat contra els perses. Hi ha una estàtua seva al port. La ciutat va ser destruïda per terratrèmols.
Amb el temps, rebé el nom de Làrnaca (grec antic: Λάρναξ, Làrnax; en grec modern, Λάρνακα), que en grec significa 'capsa', 'caixa'. Col·loquialment, Làrnaca s'anomena Scala (Σκάλα, de l'italià scala 'escala'), pel seu important paper històric i el seu port.

## Clima
La ciutat té un clima mediterrani meridional. La temperatura mitjana de gener és de 12,1 °C i la de juliol 27,3 °C. La pluviometria anual és de 351 litres (com la de Lleida, per exemple), juliol i agost són tan secs que no s'arriba ni a un litre de pluja, les precipitacions més importants són de novembre a març.
| Dades climàtiques a Làrnaca              | Dades climàtiques a Làrnaca | Dades climàtiques a Làrnaca | Dades climàtiques a Làrnaca | Dades climàtiques a Làrnaca | Dades climàtiques a Làrnaca | Dades climàtiques a Làrnaca | Dades climàtiques a Làrnaca | Dades climàtiques a Làrnaca | Dades climàtiques a Làrnaca | Dades climàtiques a Làrnaca | Dades climàtiques a Làrnaca | Dades climàtiques a Làrnaca | Dades climàtiques a Làrnaca |
| Mes                                      | gen                         | febr                        | març                        | abr                         | maig                        | juny                        | jul                         | ag                          | set                         | oct                         | nov                         | des                         | anual                       |
| ---------------------------------------- | --------------------------- | --------------------------- | --------------------------- | --------------------------- | --------------------------- | --------------------------- | --------------------------- | --------------------------- | --------------------------- | --------------------------- | --------------------------- | --------------------------- | --------------------------- |
| Màxima mitjana °C (°F)                   | 16.8 (62.2)                 | 16.8 (62.2)                 | 19.1 (66.4)                 | 22.5 (72.5)                 | 26.5 (79.7)                 | 30.3 (86.5)                 | 32.4 (90.3)                 | 32.7 (90.9)                 | 30.9 (87.6)                 | 28.1 (82.6)                 | 22.6 (72.7)                 | 18.3 (64.9)                 | 24.7 (76.5)                 |
| Mitjana diària °C (°F)                   | 12.1 (53.8)                 | 11.8 (53.2)                 | 13.9 (57)                   | 17.1 (62.8)                 | 21.2 (70.2)                 | 25.0 (77)                   | 27.3 (81.1)                 | 27.6 (81.7)                 | 25.4 (77.7)                 | 22.6 (72.7)                 | 17.5 (63.5)                 | 13.7 (56.7)                 | 19.6 (67.3)                 |
| Mínima mitjana °C (°F)                   | 7.5 (45.5)                  | 6.9 (44.4)                  | 8.7 (47.7)                  | 11.7 (53.1)                 | 16.0 (60.8)                 | 19.8 (67.6)                 | 22.2 (72)                   | 22.6 (72.7)                 | 19.9 (67.8)                 | 17.1 (62.8)                 | 12.5 (54.5)                 | 9.2 (48.6)                  | 14.5 (58.1)                 |
| Precipitació mitjana mm (polzades)       | 77.6 (3.055)                | 40.9 (1.61)                 | 34.4 (1.354)                | 17.7 (0.697)                | 8.80 (0.3465)               | 2.70 (0.1063)               | 0.60 (0.0236)               | 0.40 (0.0157)               | 7.10 (0.2795)               | 13.8 (0.543)                | 53.1 (2.091)                | 94.5 (3.72)                 | 351.5 (13.839)              |
| Mitjana de dies de precipitació (≥ 1 mm) | 7.9                         | 5.7                         | 4.5                         | 3.1                         | 0.7                         | 0.3                         | 0.1                         | 0.1                         | 0.5                         | 2.1                         | 4.7                         | 8.0                         | 37.6                        |
| Mitjana mensual d'hores de sol           | 195.3                       | 208.8                       | 238.7                       | 267.0                       | 331.7                       | 378.0                       | 387.5                       | 365.8                       | 312.0                       | 275.9                       | 216.0                       | 179.8                       | 3.356,5                     |
| Font: Servei meteorològic de Xipre       |                             |                             |                             |                             |                             |                             |                             |                             |                             |                             |                             |                             |                             |